# سالاد پاپایای سبز
سالاد پاپایای سبز (به انگلیسی: Green papaya salad) یا تام سام محبوب‌ترین سالاد در تایلند است.
این سالاد تایلندی، در شماره ۴۶ از ۵۰ تا از خوشمزه‌ترین غذاهای جهان ثبت شد که توسط CNN Go در سال ۲۰۱۱ و ۲۰۱۸ گردآوری شده‌است.

## نگارخانه

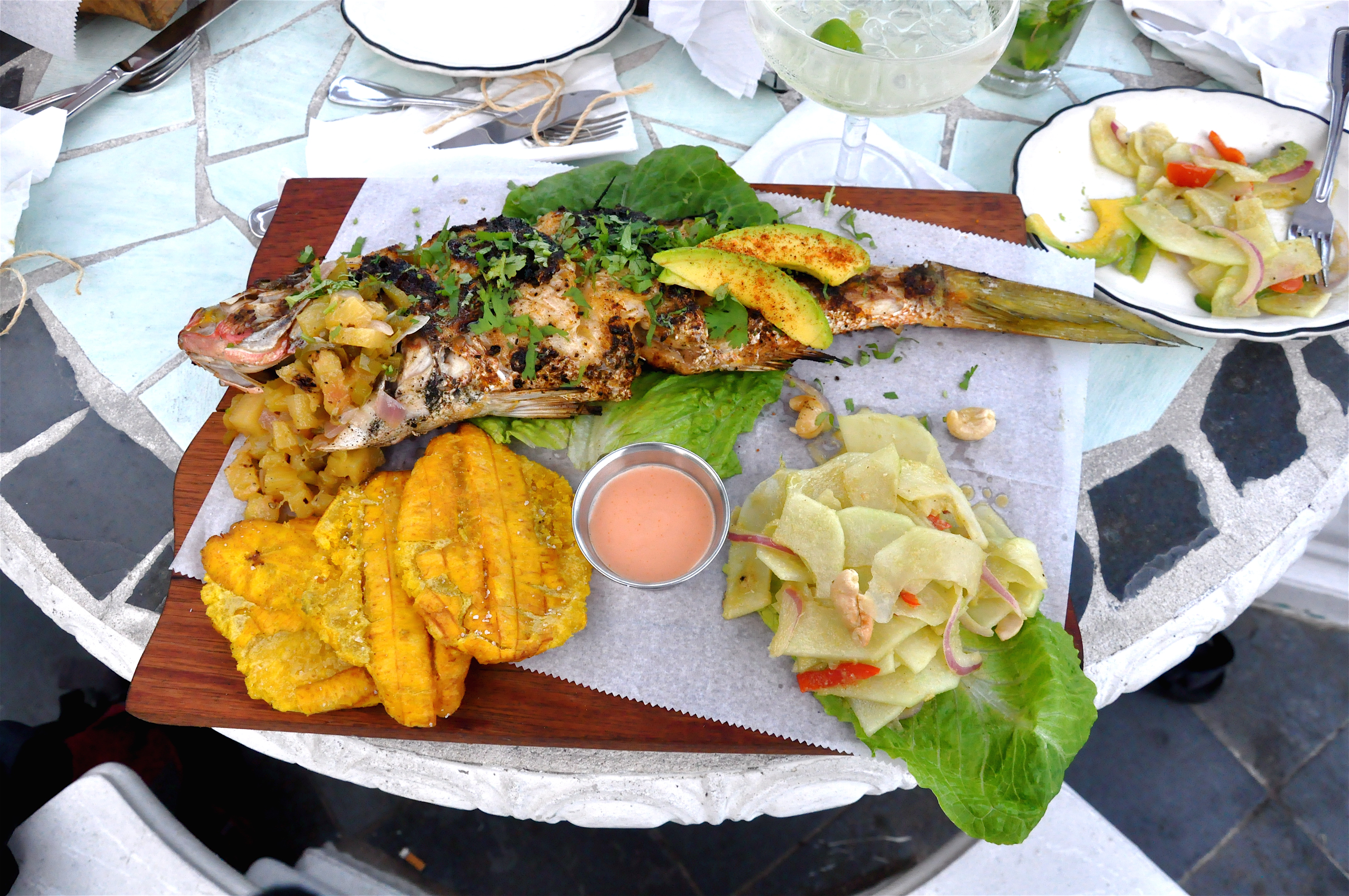
سالاد پاپایا